# Spindel (opslagsysteem)

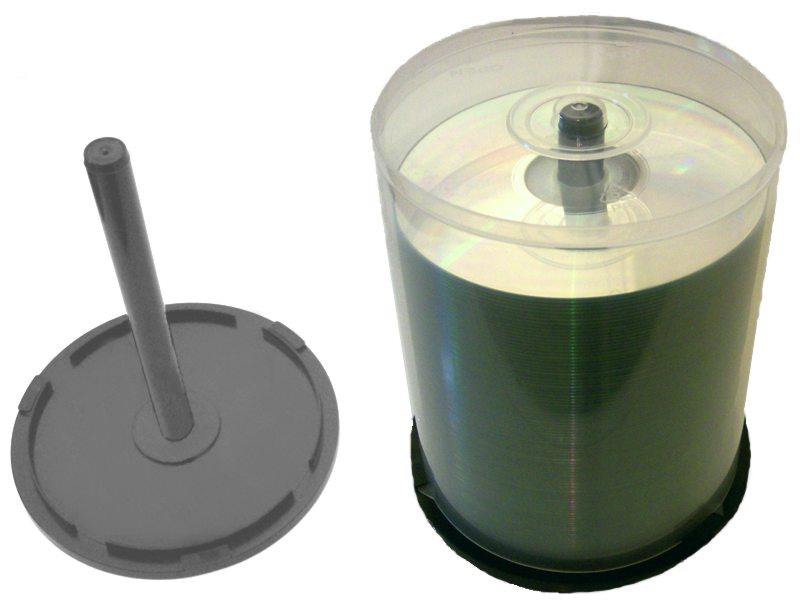
'Spindel'

Een spindel is een plastic cilinder waarin compact discs en dvd's kunnen worden opgeborgen. 
Een spindel bestaat uit een bodem met een as (de spindel) die door de gaten uit de cd's/dvd's gaat. De spindel wordt afgesloten door een plastic kap die in de bodem valt.
Op een spindel worden voornamelijk beschrijfbare media verkocht. Deze zijn voor persoonlijk gebruik, waarbij presentatie niet belangrijk is. Bovendien is een spindel ruimtebesparend omdat het verpakkingsmateriaal tot een minimum is beperkt. 
Wel is het moeilijker om cd's op een spindel te zoeken, omdat alle cd's van de spindel afgehaald moeten worden en deze een voor een bekeken moeten worden - het risico op vallen en krassen is daardoor groot. Een spindel is hierdoor vooral praktisch wanneer de cd's niet vaak gebruikt hoeven te worden, zoals voor een back-up van gegevens. Is presentatie of krasveiligheid belangrijker, dan wordt vaak een jewelcase of dvd-box gebruikt.
Spindels zijn verkrijgbaar met 10, 25, 50 of 100 schijven. Vaak wordt boven- en/of onderop ter bescherming een extra "blank" gelegd, een schijf waar geen aluminium substraat (ondergrond) op zit.